# Microstegium clavigerum
Microstegium clavigerum är en gräsart som först beskrevs av Cornelis Andries Backer, och fick sitt nu gällande namn av Johannes Jan Theodoor Henrard. Microstegium clavigerum ingår i släktet Microstegium och familjen gräs. Inga underarter finns listade i Catalogue of Life.